# Subhi Barakat
Subhi Bay Barakat al-Khalidi (1889; Antioquia - 1939, Turquia) (em árabe:صبحي بك بركات الخالدي) foi um político sírio de Alepo Durante o Mandato Francês da Síria, foi o presidente da Federação da Síria (28 de junho de 1922 - 31 de dezembro de 1924) e do Estado da Síria (1 de janeiro de 1925 - 21 de dezembro de 1925).
Inicialmente, foi parceiro de Ibrahim Hanano em sua revolta. Desempenhou um papel importante na fusão dos Estados de Alepo e Damasco, em um estado[carece de fontes?], e deixou a presidência da Síria em 1925, em protesto contra a posição francesa sobre o destino dos Estados alauítas e drusos, [carece de fontes?] que a França recusou-se a acrescentar à Síria, porque temia que pudesse pôr em perigo a independência do recém-criado Líbano.